# George (Sudáfrica)
George es una ciudad de la provincia Occidental del Cabo, Sudáfrica. Es capital administrativa del distrito municipal de Eden. La ciudad se encuentra a medio camino entre Ciudad del Cabo y Port Elizabeth sobre la zona turística conocida como la ruta Jardín Se encuentra sobre una meseta de 10 kilómetros entre las montañas Outeniqua hacia el norte y el océano Índico hacia el sur. El asentamiento de Pacaltsdorp está en el área suburbana, hacia el sur.

## Clima
George tiene un clima oceánico, con veranos cálidos, e inviernos levemente frescos. Es uno de los lugares en donde más llueve de Sudáfrica. La mayoría de las precipitaciones ocurren en los meses de invierno y verano, debido a los vientos húmedos procedentes del océano Índico.
| Parámetros climáticos promedio de George | Parámetros climáticos promedio de George | Parámetros climáticos promedio de George | Parámetros climáticos promedio de George | Parámetros climáticos promedio de George | Parámetros climáticos promedio de George | Parámetros climáticos promedio de George | Parámetros climáticos promedio de George | Parámetros climáticos promedio de George | Parámetros climáticos promedio de George | Parámetros climáticos promedio de George | Parámetros climáticos promedio de George | Parámetros climáticos promedio de George | Parámetros climáticos promedio de George |
| Mes                                      | Ene.                                     | Feb.                                     | Mar.                                     | Abr.                                     | May.                                     | Jun.                                     | Jul.                                     | Ago.                                     | Sep.                                     | Oct.                                     | Nov.                                     | Dic.                                     | Anual                                    |
| ---------------------------------------- | ---------------------------------------- | ---------------------------------------- | ---------------------------------------- | ---------------------------------------- | ---------------------------------------- | ---------------------------------------- | ---------------------------------------- | ---------------------------------------- | ---------------------------------------- | ---------------------------------------- | ---------------------------------------- | ---------------------------------------- | ---------------------------------------- |
| Temp. máx. abs. (°C)                     | 41                                       | 40                                       | 41                                       | 37                                       | 33                                       | 33                                       | 31                                       | 32                                       | 37                                       | 38                                       | 39                                       | 36                                       | 41                                       |
| Temp. máx. media (°C)                    | 25                                       | 25                                       | 24                                       | 22                                       | 21                                       | 19                                       | 19                                       | 19                                       | 19                                       | 20                                       | 22                                       | 23                                       | 21                                       |
| Temp. media (°C)                         | 20                                       | 20                                       | 19                                       | 17                                       | 16                                       | 14                                       | 13                                       | 13                                       | 14                                       | 15                                       | 17                                       | 19                                       | 16                                       |
| Temp. mín. media (°C)                    | 15                                       | 15                                       | 14                                       | 12                                       | 10                                       | 8                                        | 7                                        | 7                                        | 9                                        | 10                                       | 12                                       | 14                                       | 11                                       |
| Temp. mín. abs. (°C)                     | 7                                        | 8                                        | 6                                        | 4                                        | 0                                        | 0                                        | 1                                        | 0                                        | 2                                        | 3                                        | 5                                        | 7                                        | 0                                        |
| Precipitación total (mm)                 | 63                                       | 59                                       | 69                                       | 71                                       | 53                                       | 45                                       | 43                                       | 68                                       | 60                                       | 64                                       | 61                                       | 59                                       | 715                                      |
| Días de precipitaciones (≥ 1.0 mm)       | 11                                       | 11                                       | 11                                       | 10                                       | 9                                        | 8                                        | 8                                        | 10                                       | 10                                       | 12                                       | 11                                       | 11                                       | 121                                      |
| Fuente: South African Weather Service    |                                          |                                          |                                          |                                          |                                          |                                          |                                          |                                          |                                          |                                          |                                          |                                          |                                          |

| Climograma de George | Climograma de George | Climograma de George | Climograma de George | Climograma de George | Climograma de George | Climograma de George | Climograma de George | Climograma de George | Climograma de George | Climograma de George | Climograma de George |
| --- | -------------------- | -------------------- | -------------------- | -------------------- | -------------------- | -------------------- | -------------------- | -------------------- | -------------------- | -------------------- | -------------------- |
| E | F                    | M                    | A                    | M                    | J                    | J                    | A                    | S                    | O                    | N                    | D                    |
| 63 25 15 | 59 25 15             | 69 24 14             | 71 22 12             | 53 21 10             | 45 19 8              | 43 19 7              | 68 19 7              | 60 19 9              | 64 20 10             | 61 22 12             | 59 23 14             |
| temperaturas en °C • totales de precipitación en mm fuente: SAWS |                      |                      |                      |                      |                      |                      |                      |                      |                      |                      |                      |
| Conversión sistema imperial\| E \| F \| M \| A \| M \| J \| J \| A \| S \| O \| N \| D \| \| 2.5 77 59 \| 2.3 77 59 \| 2.7 75 57 \| 2.8 72 54 \| 2.1 70 50 \| 1.8 66 46 \| 1.7 66 45 \| 2.7 66 45 \| 2.4 66 48 \| 2.5 68 50 \| 2.4 72 54 \| 2.3 73 57 \| \| temperaturas en °F • totales de precipitación en pulgadas \| \| \| \| \| \| \| \| \| \| \| \| |                      |                      |                      |                      |                      |                      |                      |                      |                      |                      |                      |
| E | F                    | M                    | A                    | M                    | J                    | J                    | A                    | S                    | O                    | N                    | D                    |
| 2.5 77 59 | 2.3 77 59            | 2.7 75 57            | 2.8 72 54            | 2.1 70 50            | 1.8 66 46            | 1.7 66 45            | 2.7 66 45            | 2.4 66 48            | 2.5 68 50            | 2.4 72 54            | 2.3 73 57            |
| temperaturas en °F • totales de precipitación en pulgadas |                      |                      |                      |                      |                      |                      |                      |                      |                      |                      |                      |

## Demografía
Los datos del censo del 2001 dividieron el área urbana de George en cuatro áreas: George, con una población de 68 557; Thembalethu, con 31 999 hab.; Pacaltsdorp, con 18 285 hab.; y Lawaaikamp, con 2458 habitantes. Según datos del censo del 2011 el área urbana tiene una población total de 193 672 habitantes. Un 51.2 % eran mujeres y un 48.8 % hombres.
El principal grupo étnico de la ciudad es el mestizo con un 50.4 % seguido por los negros con un 28.3 % y los blancos con un 19.7 % de la población. El idioma más hablado en la ciudad es el afrikáans con un 65.7 % de la población.

## Personas famosas
- Ernie Els - golfista profesional.
- Meryl Cassie - actriz y cantante.
- Marco Wentzel - ex rugbier de los Springboks.
- Carla Swart - ciclista profesional.
- Zane Kirchner- rugbier de los Springboks.
- Luyanda Lennox Bacela - jugador profesional de fútbol.
- Vuyisile Ntombayithethi - jugador profesional de fútbol.
- Demi-Leigh Nel-Peters - modelo y ganadora de los títulos Miss Sudáfrica 2017 y Miss Universo 2017, ella fue la alcalde menor de este Municipio aunque ella nació en Sedgefield, Cabo Occidental.